# Contardo Calligaris
Contardo Luigi Calligaris (Milán, 2 de junio de 1948-São Paulo, 30 de marzo de 2021) fue un reconocido escritor, psicoanalista y dramaturgo italiano radicado en Brasil. Se desempeñó como columnista de Folha de S. Paulo durante más de dos décadas.

## Biografía
Su primera formación fue en Epistemología Genética en la una universidad de Suiza donde Jean Piaget solía dar conferencias. En ese momento, los estudios de Calligaris se dirigieron a las ciencias sociales. Al mismo tiempo, se licenció en Literatura lo que le permitió enseñar teoría de la literatura.
Posteriormente, en París, se dedicó al doctorado en Semiología, con Roland Barthes. En ese momento, comenzó a hacer análisis (como paciente), que, en un principio, no tenía relación con su educación. A partir de esa experiencia se interesó por el psicoanálisis.
Se convirtió en miembro de la Escuela Freudiana de París en 1975. Durante este período, asistió a las presentaciones de casos de pacientes de Jacques Lacan.
Doctor en Psicología Clínica por la Universidad de Provenza (Francia), donde defendió la tesis "Pasión por ser un instrumento", un estudio sobre la personalidad burocrática. Trabajó como catedrático de Antropología en la Universidad de California en Berkeley y de Estudios Culturales en The New School de Nueva York.
El primer contacto con Brasil fue en 1986, luego de la edición de su primer libro de Psicoanálisis, "Hipótesis sobre el fantasma". Debido a esto, el autor dio varias conferencias en todo el país, donde terminó casándose. En São Paulo, un grupo de analistas propuso que permaneciera 15 días cada 2 meses en el país, para que pudieran realizar juntos sesiones psicoanalíticas. A Calligaris le gustó la idea y aceptó.
Finalmente terminó viviendo en Brasil de forma permanente, continuando allí su carrera académica. Además de su vida académica, escribió semanalmente, en el cuaderno 'Ilustrada', de Folha de S. Paulo, entre 1999 y 2021, y fue autor de varios libros.
Falleció el 30 de marzo de 2021 en São Paulo, a la edad de 72 años. Fue ingresado en el hospital Albert Einstein, sometido a tratamiento contra el cáncer.

## Folha de S. Paulo

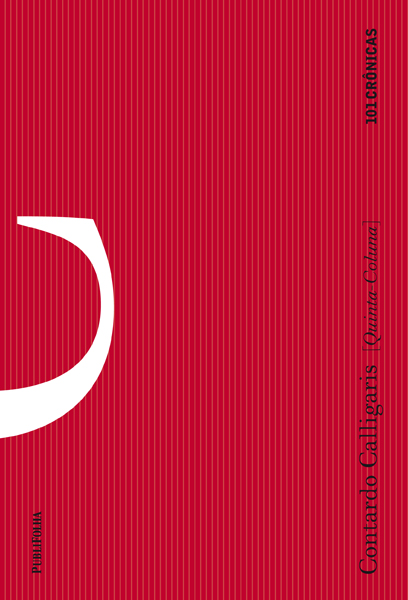
Libro "Quinta Coluna", colección de artículos del autor

Como columnista de Folha de S. Paulo desde 1999, Calligaris hizo crítica cultural analizando películas, libros, obras de teatro y otras formas culturales bajo las teorías del psicoanálisis, el lenguaje, la filosofía y otras áreas del conocimiento. El psicoanalista también pasó por temas como las relaciones, la adolescencia, la guerra, el día a día. Su libro 'Quinta Coluna' reúne 101 de sus textos publicados en su columna semanal en el diario entre enero de 2004 y diciembre de 2007. Además, la colección se puede consultar en la propia página web del periódico.

## Televisión
Calligaris, junto con Thiago Dottori, fue guionista de la serie Psi, en el canal HBO. Dirigida por Marcus Baldini, quien también dirigió la película Bruna Surfistinha, y por su hijo Max Calligaris, la serie cuenta la historia dentro y fuera de la oficina, del psicoanalista, psicoterapeuta y psiquiatra Carlos Antonini, interpretado por Emílio de Mello, quien también actuó en Cazuza - El tiempo no se detiene. La serie debutó el 23 de marzo de 2014 a las 21 horas. Claudia Ohana, Aida Leiner, Raúl Barreto y otros forman parte del elenco.